# HC Alpha Bio Praha
HC Alpha Bio Praha (celým názvem: Hockey Club Alpha Bio Praha) byl český klub ledního hokeje, který sídlil v Praze. Klub byl založen v roce 1994, zanikl v roce 1996. V sezóně 1994/95 se klub zúčastnil baráže o 2. ligu. V dvojzápase s klubem HC Jaroměř prvně podlehl 8:2, v tom druhém 5:3.

## Přehled ligové účasti
Stručný přehled
Zdroj: 
- 1994–1996: Krajský přebor - Praha (4. ligová úroveň v České republice)

Jednotlivé ročníky
Zdroj: 
Legenda: ZČ - základní část, červené podbarvení - sestup, zelené podbarvení - postup, fialové podbarvení - reorganizace, změna skupiny či soutěže
| Česko (1994 – 1996) |                        |           |          |                                       |          |
| Sezóny              | Soutěž                 | Úroveň    | ZČ       | Play-off, nadstavba, sk. o udržení... | Poznámky |
| 1994/95             | Krajský přebor - Praha | 4. úroveň | 1. místo | Vítěz; baráž o 2. ligu (prohra)       |          |
| 1995/96             | Krajský přebor - Praha | 4. úroveň | 5. místo |                                       |          |